# Bulbophyllum spathilingue
Bulbophyllum spathilingue är en orkidéart som beskrevs av Johannes Jacobus Smith. Bulbophyllum spathilingue ingår i släktet Bulbophyllum och familjen orkidéer. Inga underarter finns listade i Catalogue of Life.